# Vanäs fyr

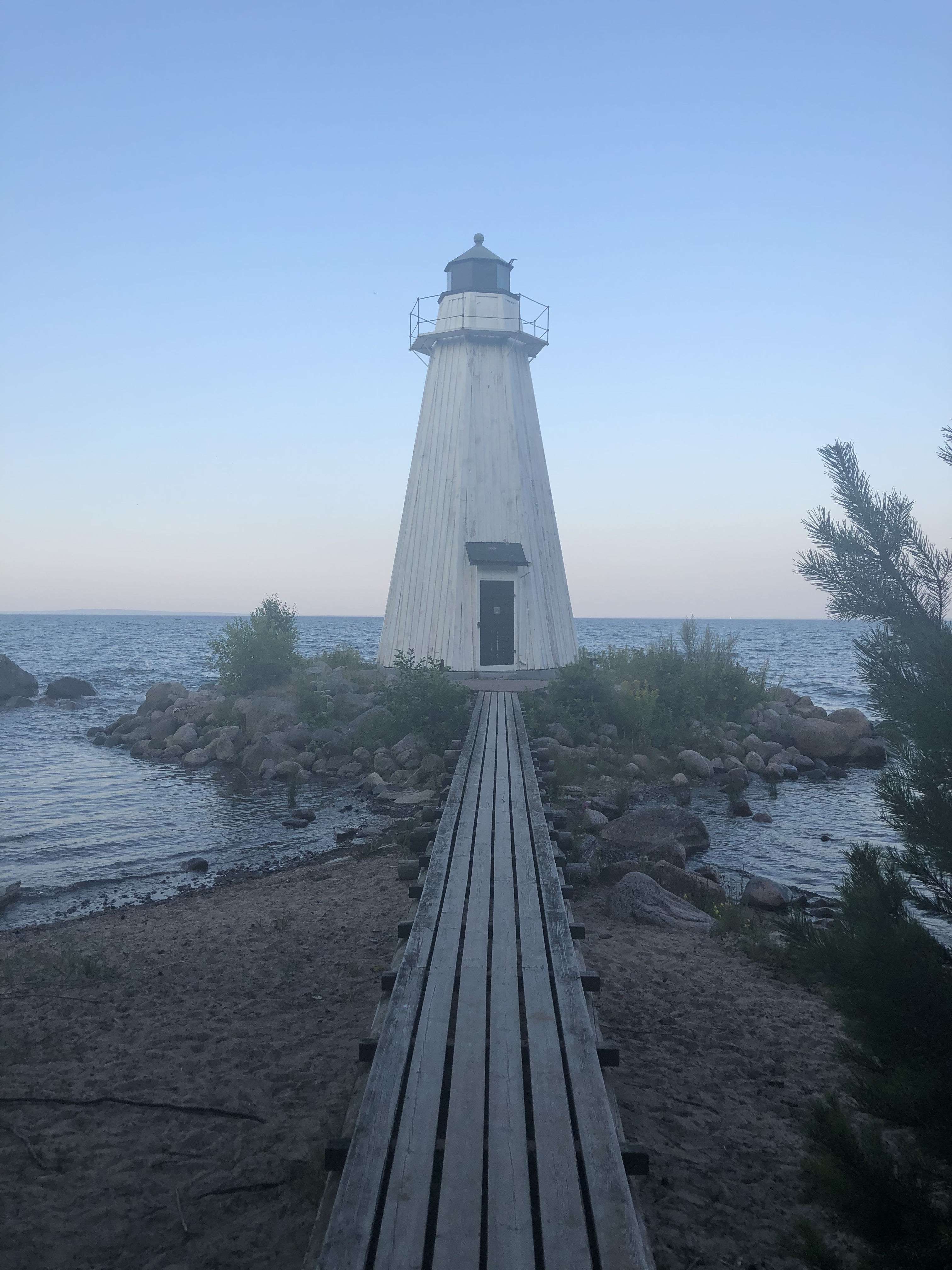
Vanäs fyr i april 2020.

Vanäs fyr är en fyrplats belägen vid Vanäs udde i Karlsborgs kommun vid Vättern. Fyren har fastighetsbeteckning Vanäs 1:9 inte långt ifrån det tidigare Garnisonssjukhuset vid Karlsborgs fästning. Fyren är byggd på en liten konstgjord ö ett tiotal meter ut i vattnet. Ut till fyren leder en brygga, som vilar på några stenkistor.
Fyren är uppförd 1892 av locklistpanelat och vitmålat trä med åttkantig plan och är avsmalnande uppåt. Även lanterninen är åttkantig. Till fyren leder en träbrygga på tre stenkistor, uppförd 1911 och förnyad 1960. Fyren är statligt byggnadsminne sedan den 14 december 1978 och med fastställda skyddsföreskrifter från den 30 november 2000.

## Historik
År 1864 byggdes den första fyren på Vanäs udde. Den sköttes av brovakten för bron över Göta kanal. Original optik var någon typ av parabolisk spegelapparat med oljelampa för rovolja.
År 1892 byggdes den nya fyren på nuvarande plats. Till skillnad från den första fyren kunde den nya ses från alla riktningar när fartygen var på väg mot mynningen av Göta kanal. Den utrustades med trumlins, Lyths fotogenlampa och Lindbergs rotator.
År 1921 byttes fotogenlampan mot Agaljus och solventil. År 1977 fick fyren elektriskt ljus.

## Beskrivning
Den nuvarande fyren föregicks av en äldre fyrbyggnad av trä, påminnande om den nuvarande men med kvadratisk grundplan. Denna äldre fyr stod ett stycke norrut på udden och på land. Den nuvarande fyren är enligt Svensk Fyrlista uppförd år 1892. Fyren är byggd av trä på en sockel av kalksten med en åttakantig plan, uppåt avsmalnande i en konisk form. Höjden är cirka 12 meter.
Byggnadssättet består av åtta stolpar av fyrskuret virke, resta på en syllram och fästade till denna samt dubbade i kalkstenssockeln med smidda järnbeslag. Konstruktionen har därefter förstärkts utvändigt med först en inre liggande panel och där utanpå klätts med en stående locklistpanel, vilken utgör fasad. Fotografier från 1900-talets första år visar byggnaden såsom nu med vitmålad stående locklistpanel.
Fyrens lanternin är byggd av järn och täckt med kopparplåt och krönt av en för denna typ av fyrar karakteristisk rund knopp, också av kopparplåt. För utvändig inspektion förekommer i fyrens övre del, kring lanterninen, en omslutande altan med gångbord av trä samt räcke och stag av smitt rundjärn. Fyrens inre nås genom en sannolikt ursprunglig svartmålad bräddörr på bandgångjärn. Invändigt förekommer ingen annan fast inredning än en spiraltrappa vars steg är upplagda på en central spindel av trä jämte träklotsar på den nämnda inre panelen.

## Tidigare renoveringsarbeten
Den hittillsvarande ytterpanelen bestod av varierande kling- och ramsågat virke med enkel oprofilerad locklist, målad med alkydoljefärg och senare möjligen även med akrylatfärg. Att döma av klotter och diverse inskriptioner var denna panel troligen uppsatt på 1970-talet. I vilken utsträckning fyren dessförinnan hade panelats om är obekant. Det är likaså obekant om panelen ursprungligen varit dekorerad med exempelvis en profilerad locklist.
Invändigt visar yngre, utbytta, delar av den horisontella panelen fläckar efter Cuprinol eller liknande impregneringsmedel, medan kvarsittande partier av äldre panel, liksom interiören för övrigt, är obehandlad. Fotografier från 1902 och 1928 visar att det lilla taket över entréns halvmeterdjupa utbyggnad ursprungligen var utformat som ett sadeltak. Ett foto från 1935 visar taket efter ändring såsom nu som ett enklare plåttäckt pulpettak med ett fall ut från byggnadskroppen. I båda versionerna fanns ett litet överljus om tre rutor – senare igensatt med galvaniserade plåtskivor. Till taket hör numera även ett stuprör i klen dimension med skarpa krökar. För övrigt har ingenting skett, som förändrat fyrens karaktär.

## Utförda åtgärder

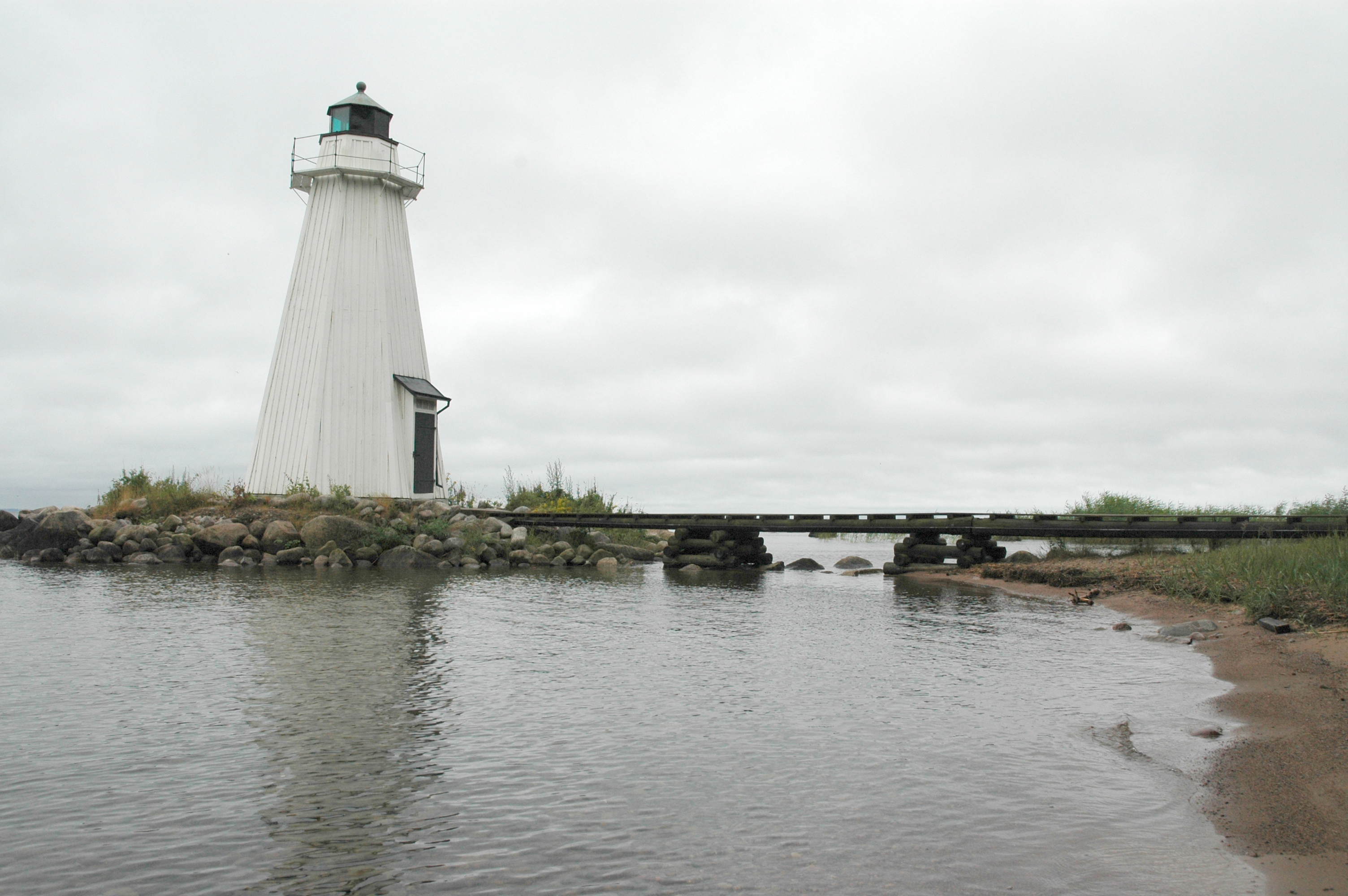
Vanäs fyr i juli 2005.

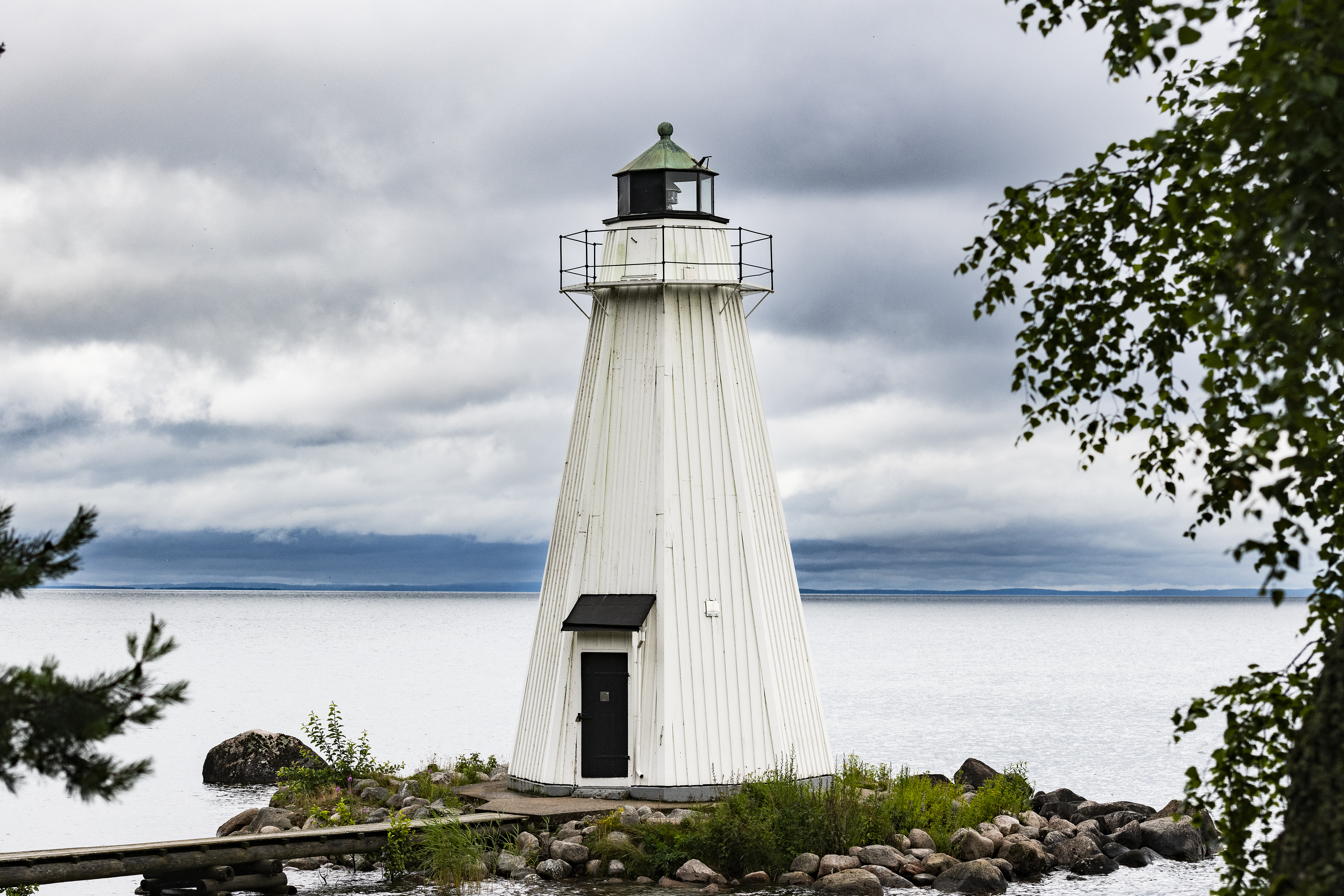
Vanäs fyr Karlsborg 2024

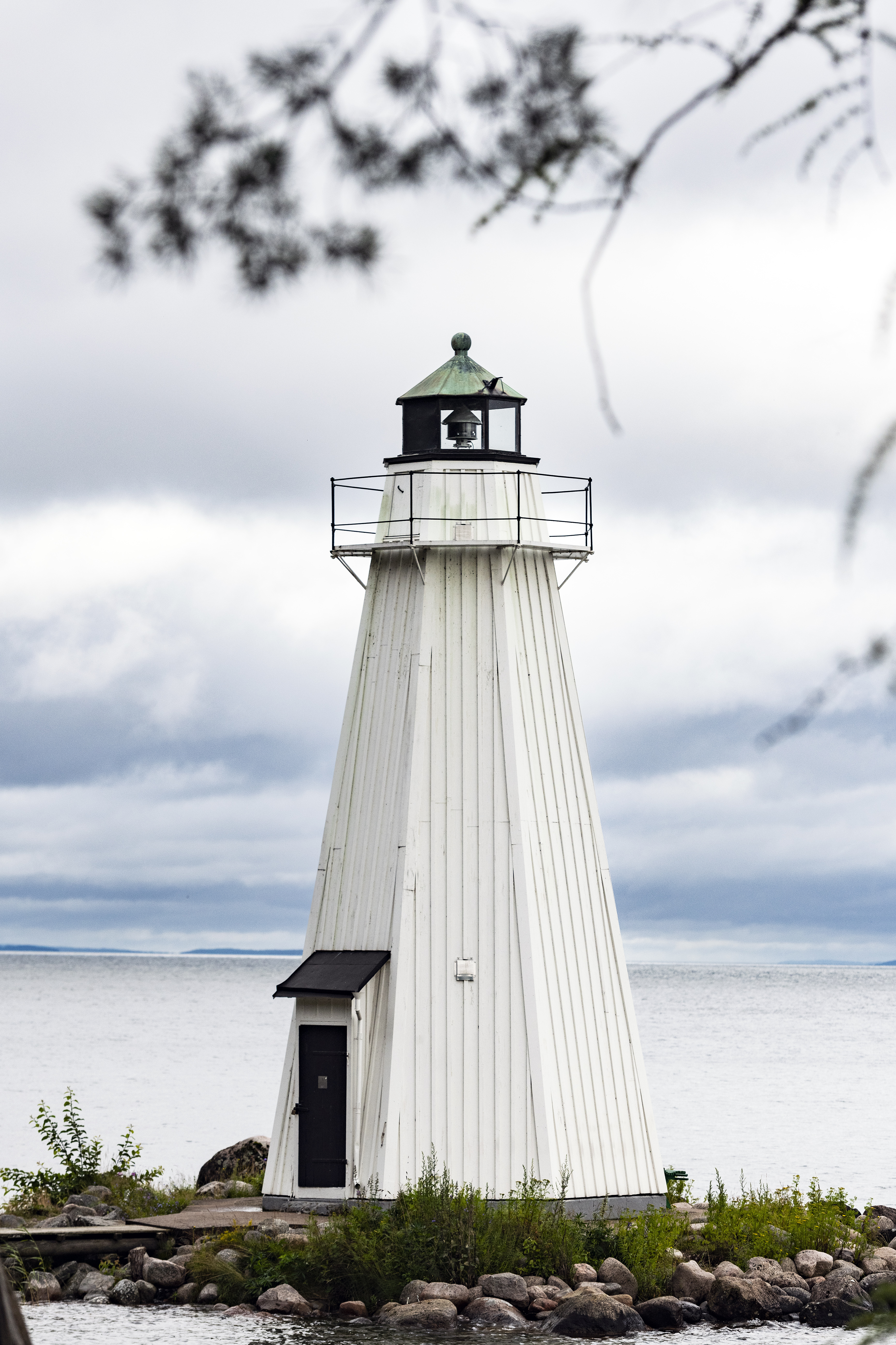
Vanäs fyr Karlsborg 2024

Sedan den befintliga ytterpanelen nedtagits uppdagades under arbetets gång, i slutet av april 1999, ett omfattande angrepp av hussvamp i de norra delarna av fyren. Syllramen, golvträet och delar av panelen var kraftigt rötskadade och stora mängder karakteristiskt mycel kom i dagen. Bärande stolpar syntes emellertid vara oskadade.
Sedan alla rester av angripet virke, liksom synliga spår av hussvampen, avlägsnats sprutades fyrens inre av Anticimex med koncentration på de nedre delarna. Skadade delar av syllramen återställdes därefter med virke av samma dimensioner som befintligt (cirka 200x200 mm), skarvade halvt i halvt vid hörnen. Härvid tillsågs att en ventilerande luftspalt på cirka 15 millimeter anordnades mellan syllramen och kalkstenssockeln.
Golvet i fyren – knappt hälften av hela golvytan – återställdes med ilagning med nytt virke i dimensioner lika det befintliga. Samtidigt anordnades på länsmuseets inrådan en öppningsbar lucka i det nya golvet, för att utrymmet under bjälklaget i framtiden skall vara möjligt att inspekteras, bland annat för eventuellt vidare förekomst av svamp.
Rötskadade delar av den inre horisontella panelen byttes ut. Utsatta sidor av fyren – huvudsakligen mot söder – kläddes med fiberduk istället för den avtalade vindpappen. Materialet är tveksamt från kulturhistorisk synpunkt, men torde gå att ersätta vid framtida renoveringar. Ny utvändig lodrät panel av 22x195 millimeter råplan med den hyvlade sidan utåt monterades, därtill en locklist 25x45, vilka mått huvudsakligen överensstämde med befintlig panel. Ny kopparplåt formad som en vulst monterades vid anslutningen till lanterninen. Panelen målades vit med linoljefärg. Dörren liksom smidesräcket på altanen målades med svart linoljefärg. Befintligt stuprör återmonterades.